# Simon Fenton
Pour les articles homonymes, voir Fenton.
Simon Fenton est un acteur britannique né le 6 octobre 1976.

## Filmographie
- 1989 : Tom's Midnight Garden (feuilleton TV) : Peter Long
- 1989 : Through the Dragon's Eye (série télévisée) : Scott Bates
- 1992 : La Puissance de l'ange (The Power of One) : P.K. Age 12
- 1993 : Chris Cross (série télévisée) : Chris Hilton
- 1993 : Panique sur Florida Beach (Matinee) : Gene Loomis
- 1993 : Century Falls (série télévisée) : Ben Naismith
- 1994 : The Rector's Wife (téléfilm) : Luke Bouverie
- 1995 : Castles (série télévisée)
- 1998 : Le Chevalier hors du temps (A Knight in Camelot) (téléfilm) : Clarence
- 2000 : Hearts and Bones (série télévisée) : Eddie
- 2001 : Frères d'armes ("Band of Brothers") (feuilleton TV) : Pvt. Gerald Lorraine